# Sistema Brasileiro de Museus
O Sistema Brasileiro de Museus (SBM) foi criado em novembro de 2004 pelo Ministério da Cultura com a finalidade de facilitar o diálogo entre museus e instituições afins, objetivando a gestão integrada e o desenvolvimento dos museus, acervos e processos museológicos brasileiros. Além disso, o SBM propicia o fortalecimento e a criação dos sistemas regionais de museus, a institucionalização de novos sistemas estaduais e municipais de museus e a articulação de redes temáticas de museus.
Após o lançamento da Política Nacional de Museus (PNM), em maio de 2003, o Sistema Brasileiro de Museus foi criado, por meio do Decreto n° 5.264, de 5 de novembro de 2004. O SBM é um marco na atuação das políticas públicas voltadas para o setor museológico, visto que cumpre uma das premissas na PNM. A institucionalização de um sistema próprio para o campo museológico atendeu a uma antiga demanda do setor, explicitada no documento da PNM, já que uma das premissas do documento era a constituição de uma ampla e diversificada rede de parceiros que contribuíssem para "a valorização, a preservação e o gerenciamento do patrimônio cultural brasileiro, de modo a torná-lo cada vez mais representativo da diversidade étnica e cultural do país".
O Decreto n°5.264, de 5 de novembro de 2004, foi revogado pelo Decreto n° 8.124, de 17 de outubro de 2013, o qual atribuiu ao recém-criado Instituto Brasileiro de Museus a coordenação do Sistema Brasileiro de Museus.

## Estatuto dos Museus
Estatuto dos Museus é uma lei brasileira (Lei 11904) promulgada em 14 de janeiro de 2009. Esta lei prevê os princípios dos museus como a valorização e preservação do patrimônio cultural e ambiental, a universalidade do acesso, o respeito e a valorização à diversidade cultural e o intercâmbio institucional, devendo os museus elaborar o Plano Museológico.